# FV103 스파르탄
FV103 스파르탄(영어: FV103 Spartan)은 영국 육군에서 사용했던 CVR(T) 계열의 병력수송장갑차다. 3명의 승무원을 포함한 7명까지의 병력을 수송할 수 있다. 기관총 한 정으로 무장하고 있으며, 겉보기에는 FV102 스트라이커와 거의 차이가 없어 보인다. 스파르탄은 보병을 위한 일반적인 병력 수송 대신 대공 미사일 팀과 같은 특수 부대를 이동시키는 데 사용되어 왔다. 대전차 미사일 MILAN을 탑재한 FV120 스파르탄 MCT도 생산되었다. 약 500대의 FV103이 1978년부터 영국 육군에서 운용되고 있으며, 현재는 신형 차량으로 대체 중이다.

## 디자인과 특징
FV103 스파르탄은 1970년대에 영국 육군의 CVR(T) 계열 병력수송장갑차로 알비스사가 개발되었다. 1978년 영국 육군에 도입되었다. 스파르탄은 스트라이커에 장착된 미사일 발사대를 제외하면 FV102 스트라이커와 유사하다.
스파르탄은 4.2 xk 재규어 가솔린 엔진으로 구동되었다. FV103은 CVR 계열의 APC 변형으로 박격포 사격통제팀, 방공항공기팀, 정찰팀 등 소규모 특수집단에 의해 사용되어 왔다. 이 차량은 3명의 승무원과 4명의 승객 또는 2명의 승무원과 5명의 승객을 합친 7명의 인원을 태울 수 있다.  7.62 mm FN MAG 기관총 1정, 양쪽에 4개의 유탄발사기를 장착할 수 있다. APC 역할 외에도 스윙파이어 미사일을 탑재하여 FV102 스트라이커의 보충 차량으로도 사용되었다.

## 계열형과 운용
FV103의 대전차용 파생형이 만들어졌다. 이 전차는 FV120 스파르탄 CMT로 명명되었고, 2인용 포탑을 갖추고 있으며, 2발의 MILAN 대전차 경보병 미사일을 발사 위치에 장착하고 있으며, 11발을 더 내부에 탑재할 수 있다.
이 엔진은 로드 휠을 추가로 장착하여 3명이 더 탑승할 수 있도록 했으며, Jaguar 가솔린 엔진을 더 넓은 범위의 퍼킨스 디젤 엔진으로 교체한 '쭉 뻗은 스파르탄' 디자인이 FV430 계열 차량의 미래 대체품으로 고려되었다. CVR(T) 11번 시제품(스콜피온)은 기본 선체가 10인용 장갑차(APC)로 사용될 수 있다는 것을 증명하기 위해 절단되고 확장되었다. 테스트 결과 확장 버전이 기본 CVR(T) 군용 차량 및 엔지니어링 시설의 이동성을 유지한 것으로 확인되었고, 그리고 나서 FV4333 스토머라는 더 넓은 선체를 가진 또 다른 프로토타입을 처음부터 제작했다.
2006년 4월 영국 하원에 보고된 바에 따르면 FV103 차량은 478대로 이 중 452대는 전개 가능한 상태에 있었다. 2007년까지 495명의 FV103 스파르탄이 영국 육군에서 운용되었다. 그러나 2009년부터 스파르탄은 판터 CLV로 대체되었다.
벨기에는 1975년부터 FV103 스파르탄을 비롯한 CVR(T) 계열의 차량을 운용하고 있다.

## 같이 보기
- FV101 스콜피온